# Henry Spencer, 1.º Conde de Sunderland
Henry Spencer, 1.º Conde de Sunderland (outubro de 1620 — 20 de setembro de 1643) foi um nobre inglês que lutou e morreu na Guerra civil inglesa, como partidário de Carlos I.
Henry nasceu em Althorp, como filho de William Spencer, 2.º Barão Spencer, e foi batizado no dia 23 de novembro de 1620, na igreja de Great Brington. Ele estudou em Magdalen College, na Universidade de Oxford, e graduou-se com um grau de mestre das Artes, em 31 de agosto de 1636. Spencer sucedeu seu pai como Barão Spencer mais tarde naquele ano, em 19 de dezembro de 1636.
Em 20 de julho de 1639, ele desposou Lady Dorothy Sidney (que tinha anteriormente rejeitado a mão de Edmund Waller em casamento), filha de Robert Sidney, 2.º Conde de Leicester, em Penshurst Place. Eles tiveram três filhos juntos:
- Lady Dorothy Spencer (1640-1670), que desposou George Savile, 1.º Marquês de Halifax.
- Robert Spencer, 2.º Conde de Sunderland (1641-1702)
- Lady Penelope Spencer (1644-1645), morreu na infância.

Henry lutou na Batalha de Edgehill em 1642, sendo recompensado por seus serviços em 8 de junho de 1643 com o título Conde de Sunderland (embora o título lhe tenha custado £ 3000). Em agosto de 1643, lutou no Cerco de Gloucester e, em 20 de setembro daquele ano, na Primeira Batalha de Newbury (onde ele morreu, com vinte e três anos, ao ser atingido por uma bala de canhão).